# Taha Ismail
Taha Ismail (arab. طه اسماعيل, ur. 8 lutego 1939 w Kairze) – egipski piłkarz występujący podczas kariery na pozycji napastnika, trener piłkarski.

## Kariera piłkarska

### Kariera klubowa
W 1958 rozpoczął karierę piłkarską w Al-Ahly Kair, w którym występował do zakończenia swojej kariery w roku 1970.

### Kariera reprezentacyjna
W latach 1959–1969 bronił barw reprezentacji swojego kraju.

## Kariera trenerska
Karierę szkoleniowca rozpoczął w 1972 roku. Do 1976 trenował klub Al-Ahli Dżudda. Również od 1972 do 1974 stał na czele reprezentacji Arabii Saudyjskiej. W 1978 i 1994 prowadził  reprezentację Egiptu. W 1998 został mianowany na stanowisko głównego trenera Ismaily SC, którym kierował do 1999.

## Sukcesy i odznaczenia

### Sukcesy piłkarskie
Al-Ahly Kair
- mistrz Egiptu: 1957/58, 1958/59, 1960/61, 1961/62
- zdobywca Pucharu Egiptu: 1957/58, 1960/61, 1965/66

Egipt
- zdobywca Pucharu Narodów Afryki: 1959